# Ла Фарж, Оливер
Оливер Хазард Перри Ла Фарж II (19 декабря 1901 — 2 августа 1963) — американский писатель и антрополог. В 1925 году он исследовал ранние ольмекские памятники в Мексике, а затем изучал другие памятники в Центральной Америке и на американском юго-западе. Помимо более 15 научных работ, в основном о коренных американцах, он написал несколько романов, в том числе удостоенный Пулитцеровской премии «Смеющийся мальчик» (англ. Laughing Boy. Ла Фарж также писал и публиковал короткие рассказы в таких журналах, как The New Yorker и Esquire.
Его наиболее заметные работы, как художественные, так и научно-популярные, посвящены культуре коренных американцев. Он был хорошо знаком с народом навахо, хорошо говорил на их языке и получил от них прозвище «Анаста'харзи Нез», то есть «Высокий Обитатель Утесов».

## Ранняя жизнь и образование
Оливер Ла Фарж родился в Нью-Йорке, но вырос в Ньюпорте, штат Род-Айленд. Он был сыном Кристофера Гранта Ла Фаржа, известного архитектора в стиле бозар, и Флоренс Байярд Локвуд. Его старший брат Кристофер Ла Фарж стал писателем и романистом. Ла Фарж и его дядя по отцовской линии, архитектор Оливер Х. П. Ла Фарж, были названы в честь своего прапрадеда Оливера Хазарда Перри .
Ла Фарж получил степень бакалавра (1924) и степень магистра (1929) в Гарвардском университете.

## Карьера
Ла Фарж работал писателем и антропологом. В 1925 году он отправился вместе с датским археологом Франсом Бломом, преподававшим в Тулейнском университете, в места, которые сейчас известны как Сердце ольмеков. Он повторно открыл Памятник Сан-Мартин Пахапан 1 и, что еще важнее, руины Ла-Венты, одного из главных центров ольмеков.
Ла Фарж посвятил значительную часть своего времени изучению коренных народов Америки и связанных с ними проблем, особенно после переезда в Санта-Фе, штат Нью-Мексико, в 1933 году. Он стал борцом за права американских индейцев и в течение нескольких лет был президентом Ассоциации по делам американских индейцев.
Во время Второй мировой войны Ла Фарж служил в Командовании воздушно-транспортной авиации США, завершив службу в звании майора. Он участвовал в битве за Гренландию под командованием полковника Бернта Балхена. Балхен совместно с Кори Фордом и Ла Фаржем написал книгу «Война ниже нуля: Битва за Гренландию» (1944) (англ. War Below Zero: The Battle for Greenland) о действиях по защите Гренландии.

## Брак и семья
Ла Фарж женился на наследнице Уонден Мэтьюз, у них было двое детей: сын Оливер Олби Ла Фарж (р. 1931) и дочь Пови. В 1933 году они переехали в Санта-Фе, а в 1937 году развелись.
Их первый сын сменил имя на Питер Ла Фарж, переехал в Нью-Йорк, где стал известным фолк-певцом и автором песен в Гринвич-Виллидж, выступая в 1950-х и 1960-х годах. В некоторых из его наиболее успешных песен присутствуют темы коренных народов Америки, в том числе в песне «As Long as the Grass Shall Grow», название которой взято из названия одной из книг его отца.
Ла Фарж женился во второй раз на Консуэле Отиле Бака, от которой у него родился сын Джон Пендарис «Пен» Ла Фарж. Документальная книга Ла Фаржа «За горами» (1956) основана на его воспоминаниях о семье Консуэле, которая состояла из скотоводов на севере Нью-Мексико. Он вел регулярную колонку в газете The New Mexican, издаваемой в Санта-Фе. Некоторые из его колонок были собраны в книгу и опубликованы под названием «Человек с трубкой из калабаша» (англ. The Man with the Calabash Pipe) в 1966г.
Ла Фарж умер от сердечной недостаточности в Санта-Фе в 1963 году в возрасте 61 года.

## Работы

### Нехудожественная литература
- Tribes and Temples (совместно с Франсом Бломом), 1926–1927
- The Year Bearer's People (совместно с Дугласом Байерсом), 1931
- Introduction to American Indian Art  (совместно с Джоном Слоаном), 1931
- An Alphabet for Writing the Navajo Language, 1940
- As Long As The Grass Can Grow – Indians Today, с фотографиями Хелен М. Пост, 1940
- The Changing Indian, 1942
- War Below Zero: The Battle for Greenland (совместно с полковником Бернтом Балхеном и майором Кори Фордом), 1944
- Santa Eulalia: The Religion of a Cuchumatan Indian Town, 1947
- The Eagle in the Egg, 1949
- Cochise of Arizona, 1953
- The Mother Ditch, 1954
- A Pictorial History of the American Indian, 1956
- Behind the Mountains, 1956
- Santa Fe: The Autobiography of a Southwestern Town (с Артуром Н. Морганом), 1959

### Художественная литература и личное
- Laughing Boy (1929)
- Sparks Fly Upward (1931)
- Long Pennant (1933)
- All the Young Men (1935)
- The Enemy Gods (1937)
- The Copper Pot (1942)
- Raw Material (1945)
- A Pause in the Desert (1957)
- The Door in the Wall (1965)
- The Man With the Calabash Pipe (1966)